# Народна младеж (вестник на ДКМС)
„Народна младеж“ е български ежедневник, издаван от едноименното издателство в Народна република България от 1947 до 1990 г. Вестникът е официално печатно издание на Централния комитет на ДКМС.
Вестникът е насочен към младежката аудитория и в него работят предимно млади журналисти, които преди това са били негови доброволни сътрудници, т.е. преминали са задължителен трудов стаж и са доказали, че могат да се развиват.